# Veverka obecná
Veverka obecná (Sciurus vulgaris) je středně velký hlodavec z čeledi veverkovitých (Sciuridae) obývající široké území v rozmezí od západní Evropy až po východní Asii. V České republice ji lze najít v lesích všech typů, parcích, alejích, větších zahradách nebo hřbitovech se stromovým porostem. Má zrzavou, černou a někdy hnědou srst.

## Popis

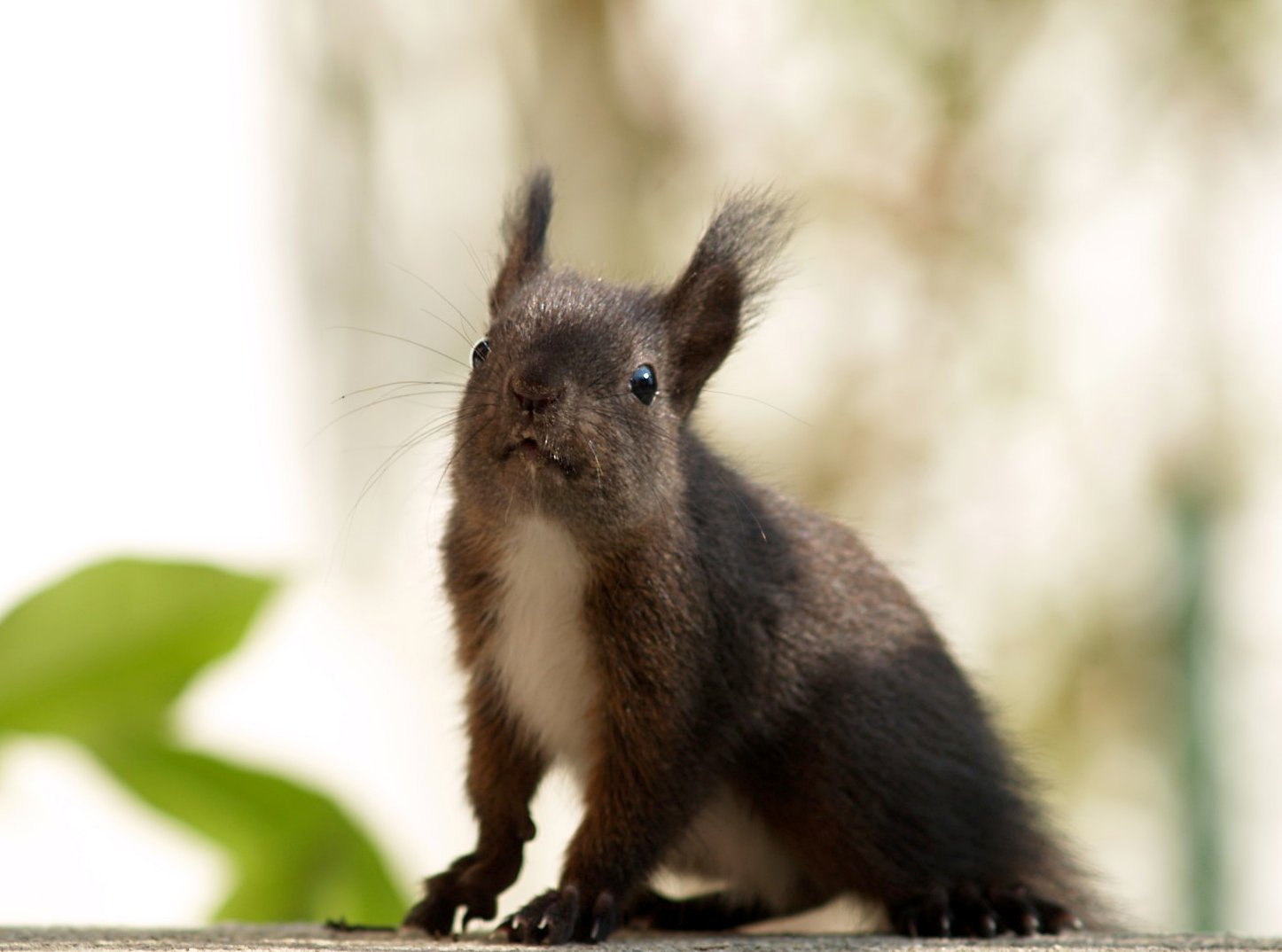
Černá forma veverky obecné

Veverka obecná obvykle dorůstá 19 až 23 cm a dosahuje hmotnosti mezi 250 a 340 g, někdy i více. Huňatý ocas, který napomáhá udržovat rovnováhu při lezení a skocích na stromech a který veverka využívá jako „pokrývku“ těla při spánku, je 14,5 až 20 cm dlouhý.
Charakteristickým znakem veverky obecné jsou střapce chlupů na ušních boltcích směřující do špičky a viditelné především v zimním období. Stejně jako většina stromových veverek má i veverka obecná ostré a zakřivené drápy, které jí pomáhají při lezení po větvích stromů. 
Zbarvení srsti veverky obecné se liší podle lokality rozšíření a období, ale vždy je srst na břiše a hrdle zbarvena krémově až bíle. Pohlavní dimorfismus není vyvinut. V Česku se nejčastěji objevuje červená a černá forma, ve světě není výjimkou ani šedá nebo čistě bílá forma. Veverce obecné se mění srst dvakrát ročně, a to z letní na zimní a ze zimní na letní. Zimní srst je hustší a o něco tmavší než letní a veverkám narůstá v období mezi srpnem a listopadem.
Ve světě bývá zaměňována s podobným čikarím červeným (Tamiasciurus hudsonicus), který žije v Severní Americe, a s veverkou popelavou (Sciurus carolinensis), která žije především v Severní Americe a v západní Evropě.

## Chování
Veverka obecná žije až na období rozmnožování samotářským způsobem života a jiným veverkám se většinou vyhýbá. Obývá dutiny stromů nebo staví na tlustších větvích u kmene hnízdo o průměru 25–30 cm ve tvaru kukaně, tvořené mechem, listy, trávou a kůrou. Obývá také opuštěná hnízda dravců, případně prázdné ptačí budky. Není teritoriální a okrsky jednotlivých jedinců se značně překrývají.
Veverka je aktivní přes den, ale ve vrcholné části dne je většinou ukryta v hnízdě, protože se vyhýbá případnému nebezpečí. Mezi predátory patří především kuna lesní, kočka divoká, liška obecná, lasice kolčava, která loví především mláďata, dále také větší draví ptáci, například káně lesní nebo sovy. V zimě nehibernuje, ale tráví v hnízdě delší dobu než v létě. Dokáže se pohybovat rychlostí až 19 km/h.

## Potrava

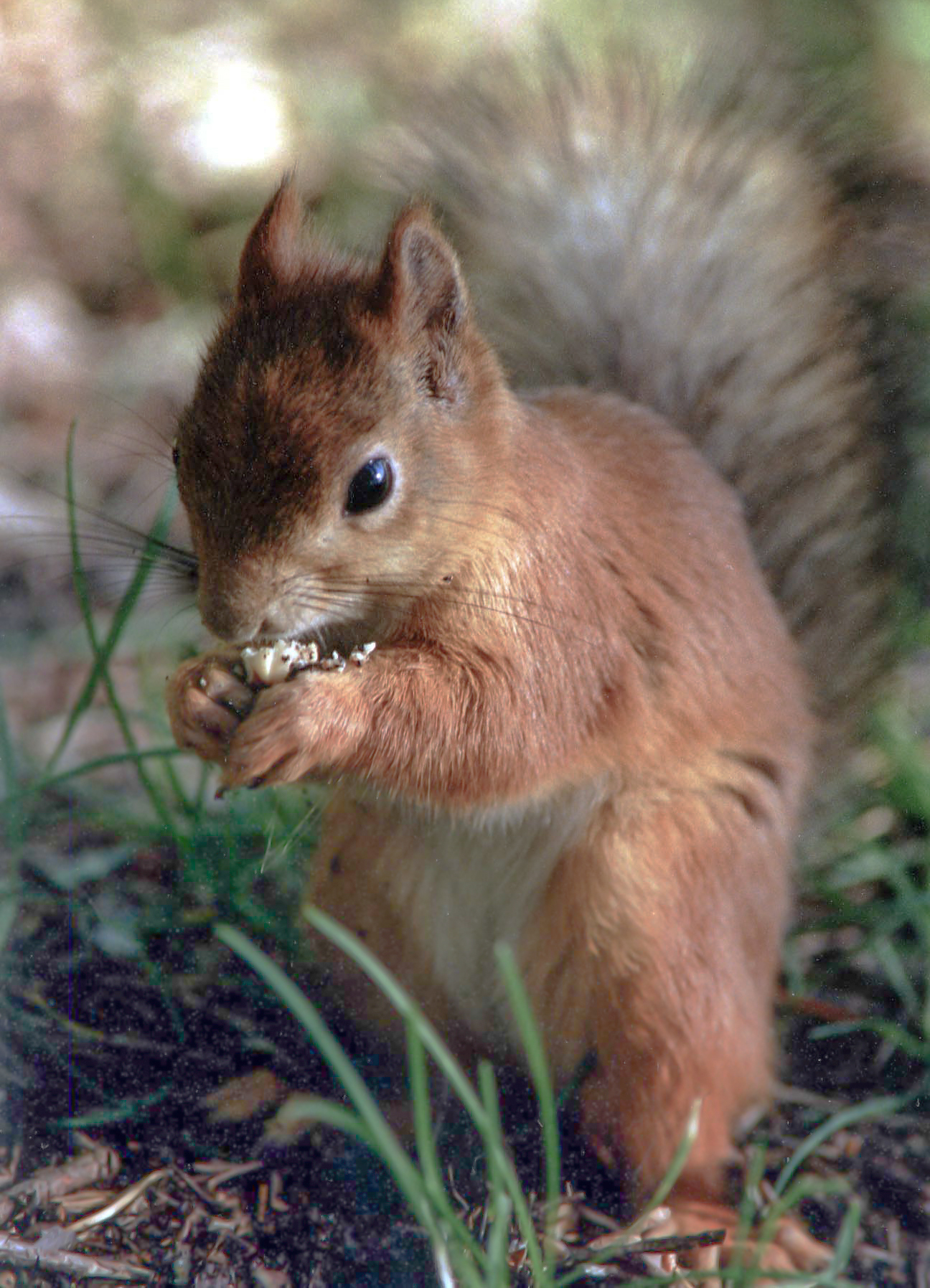
Veverka pojídající ořech

Hledáním potravy tráví 60 % až 80 % dne. Tvoří ji především semena šišek, houby, které suší v hnízdě, a různé plody, například vlašské ořechy a lískové oříšky. Část nalezené potravy schovává do „spižíren“ v dutinách stromů, které jí poskytují výbornou zásobárnu potravy v nejtěžších obdobích. (Vlašské ořechy také běžně zahrabává.) Při konzumaci potravy sedí „na bobku“, přičemž potravu drží v předních končetinách. Ačkoli je strava veverky spíše rostlinná, živí se také lezoucím hmyzem, vejci a mláďaty ptáků v hnízdě, ještěrkami či malými savci. Tímto způsobem doplňuje potřebné živiny, a to především před zimou, kdy je třeba nastřádat tukové zásoby, případně v období březosti.

## Rozmnožování
Někteří jedinci se páří již na konci zimy a na samotném počátku jara, tedy během února a března. Většinou je obvyklejší páření v letním období, během června a července. Samec partnerku nachází díky pronikavému pachu, který samice produkuje. Po setkání začne samec partnerku honit po stromech a činí tak až do hodiny před spářením. Před rozmnožováním se samice vykrmují, aby přibraly na váze, jelikož obecně platí, že samice s vyšší hmotností rodí více mláďat.

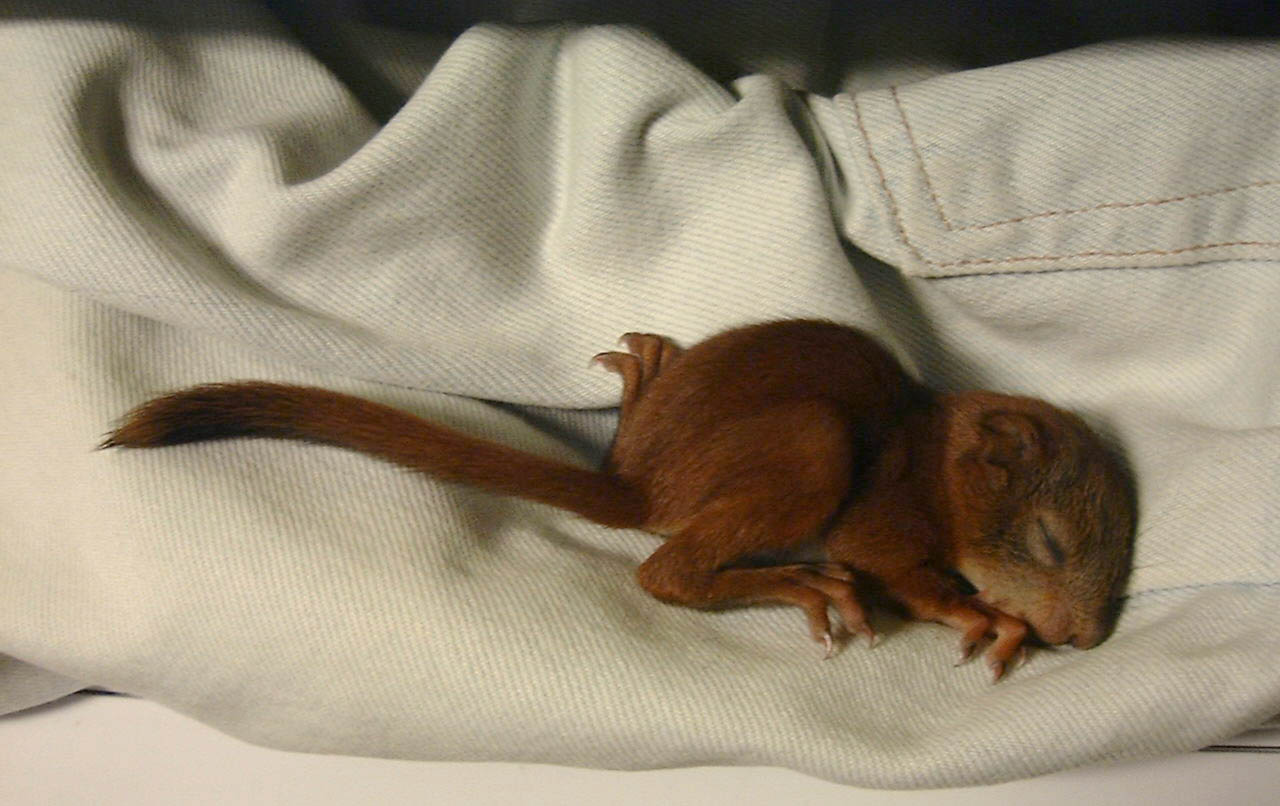
Dva týdny staré mládě

Samice může mít i dva vrhy za rok, přičemž jeden vrh obsahuje obvykle tři až pět mláďat, která se rodí po 38denní až 39denní březosti. Mláďata se rodí ocáskem napřed a jsou slepá, hluchá a holá. Po narození váží 10 až 15 g a jsou velká jako palec. Plně osrstěná jsou po 21 dnech života, oči se jim otevřou po čtyřech týdnech a chrup se jim plně vyvíjí až po 42 dnech, kdy začínají požírat pevnou potravu. Samice je však kojí až do 8 až 10 týdnů po narození.
Nejvíce, 75–85 % mláďat, přitom umírá během svého prvního zimního období. Samice dosahuje pohlavní dospělosti zhruba v druhém roce života, samec o něco později.[zdroj?] Veverka obecná se v přírodě dožívá průměrně tří let, v zajetí se může tato hranice vyšplhat až na 10 let.

## Ohrožení

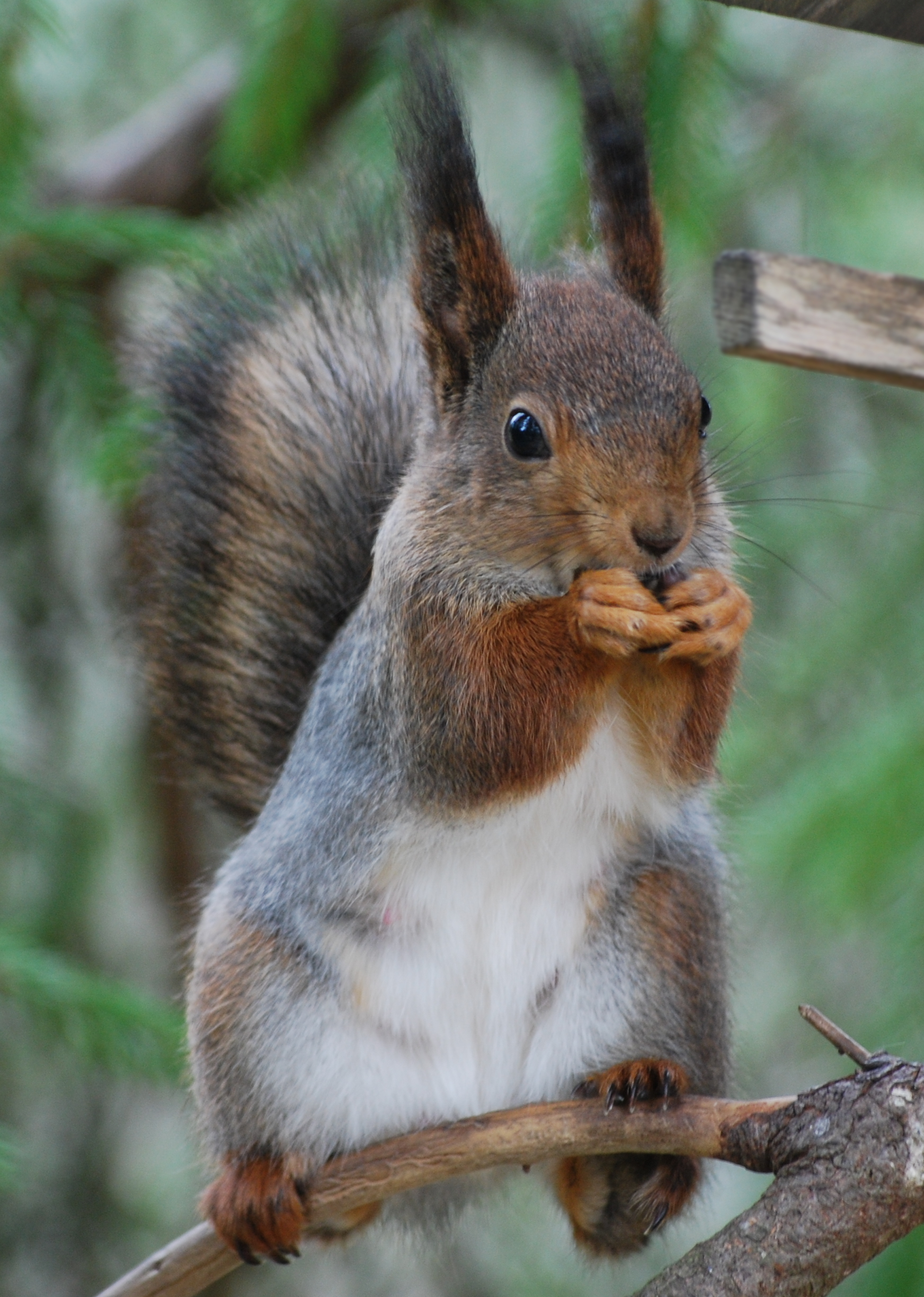
Finská veverka obecná. Ve Finsku se ročně uloví tři až čtyři tisíce veverek obecných. Poté, co začaly být v roce 1929 chráněny, se nastěhovaly z lesů do parků

Veverka obecná je ve většině států Evropy chráněným druhem. To platí i v České republice, kde je podle vyhlášky č. 395/1992 Sb. prohlášena za ohrožený druh. Ve druhé polovině 20. století u nás došlo k příkrému poklesu početnosti druhu a z původních 60 000 až 110 000 kusů ulovených ročně ve 20. letech 20. století se o 50 let později snížil počet ulovených veverek na několik set jedinců. V posledních třiceti letech je v České republice lov veverek zakázán.
Z celosvětového pohledu nejde o druh ohrožený a v Červeném seznamu IUCN je zařazen v kategorii málo dotčených druhů (LC).
V některých částech světa, např. na Sibiři, se již od starověku veverky loví kvůli kožešině a masu. Na Sibiři se veverčí kožešiny nazývají „běla“ nebo „bělka“ a sloužily jako platidlo nebo součást naturální daně, kterou od domorodců v 17.–19. století vybírali ruští kozáci. Zde má pravděpodobně původ rčení stojí to za starou belu, tj. starou, opelichanou veverčí kožku. V českých zemích byla ve středověku kožešina z šedých veverek známá jako „popelčina“. Veverčí maso se v západní Evropě jedlo až do 17. století. V českých zemích se veverčí maso jedlo i ve 30. letech 20. století.
V současné době veverku obecnou nejvíce ohrožuje ztráta lesů, jejího přirozeného prostředí, a v některých zemích konkurence zavlečené veverky popelavé. Ta v 19. století vytlačila původní veverku obecnou například z rozsáhlých oblastí Spojeného království. V roce 1948 byla vysazena také v severní Itálii. Dvě desetiletí se vyskytovala pouze v jedné lokalitě, ale na začátku 70. let začala expandovat do okolí a vytlačovat veverku obecnou. Odborníci v roce 2003 odhadovali, že se populace rozrostla na tisíce jedinců.

## Poddruhy
Původně bylo popsáno 40 poddruhů veverky obecné, ale s tím někteří zoologové ve světě nesouhlasili. V roce 1971 bylo schváleno 16 poddruhů, které se rozlišují dodnes (viz níže).
- Sciurus vulgaris altaicus Serebrennikov, 1928
- S. v. anadyrensis Ognev, 1929
- S. v. argenteus Kerr, 1792
- S. v. balcanicus Heinrich, 1936
- S. v. bashkiricus Ognev, 1935
- S. v. fuscoater Altum, 1876
- S. v. fusconigricans Dvigubsky, 1804
- S. v. infuscatus Cabrera, 1905
- S. v. italicus Bonaparte, 1838
- S. v. jacutensis Ognev, 1929
- S. v. jenissejensis Ognev, 1935
- S. v. leucourus Kerr, 1792
- S. v. mantchuricus Thomas, 1909
- S. v. meridionalis Lucifero, 1907
- S. v. rupestris Thomas, 1907
- S. v. vulgaris Linnaeus, 1758